# Hauptstrasse 26
Die Hauptstrasse 26 ist eine Hauptstrasse in der Schweiz.
Diese Strasse verbindet Möriken-Wildegg an der Aare bei Lenzburg im Kanton Aargau mit Emmenbrücke bei Luzern. Sie führt durch das Seetal dem Hallwilersee und dem Baldeggersee entlang. Die Seetalbahn ist eng mit dieser Strasse verknüpft, verläuft sie in grossen Teilen entlang beziehungsweise auf dieser Strasse.

## Verlauf
Die Strasse beginnt als Abzweigung von der Hauptstrasse 5 in Wildegg bei Lenzburg. Sie führt weiter durch Beinwil am See, Hochdorf und Eschenbach nach Emmenbrücke, wo sie in die Hauptstrasse 2 mündet.
Die Gesamtlänge dieser ganz überwiegend nicht-richtungsgetrennten Durchgangsstrasse und in Teilen von der Seetalbahn begleiteten Strasse beträgt rund 45 Kilometer.

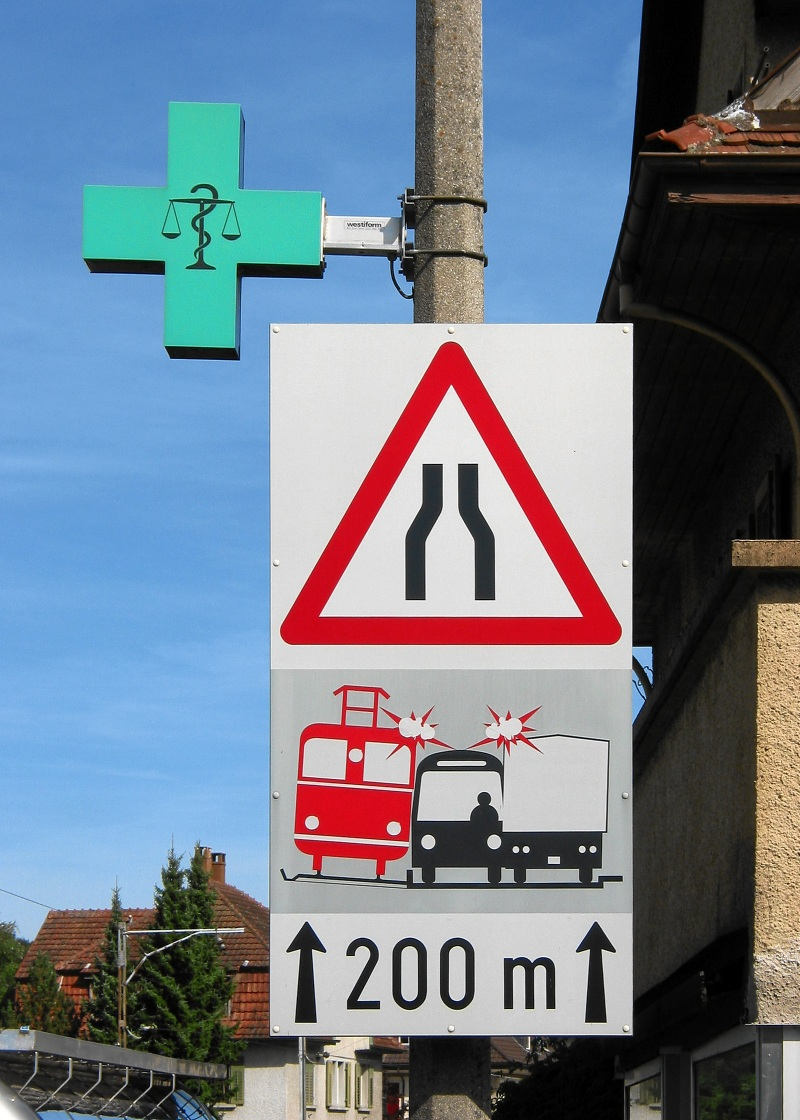
In Seon warnte dieses Strassensignal vor dem geringen Abstand Schiene – Strasse.
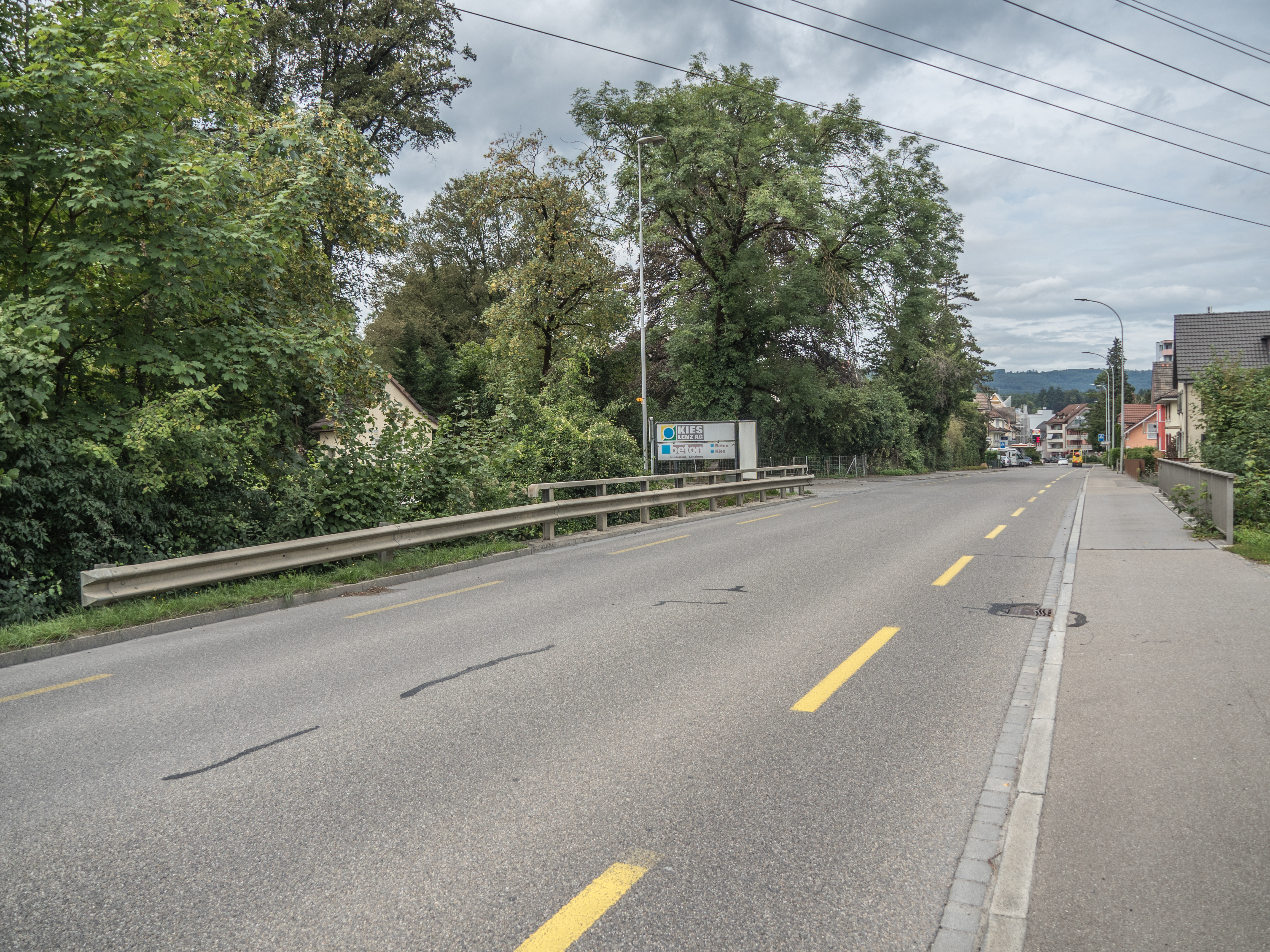
H 26 über den Aabach in Niederlenz
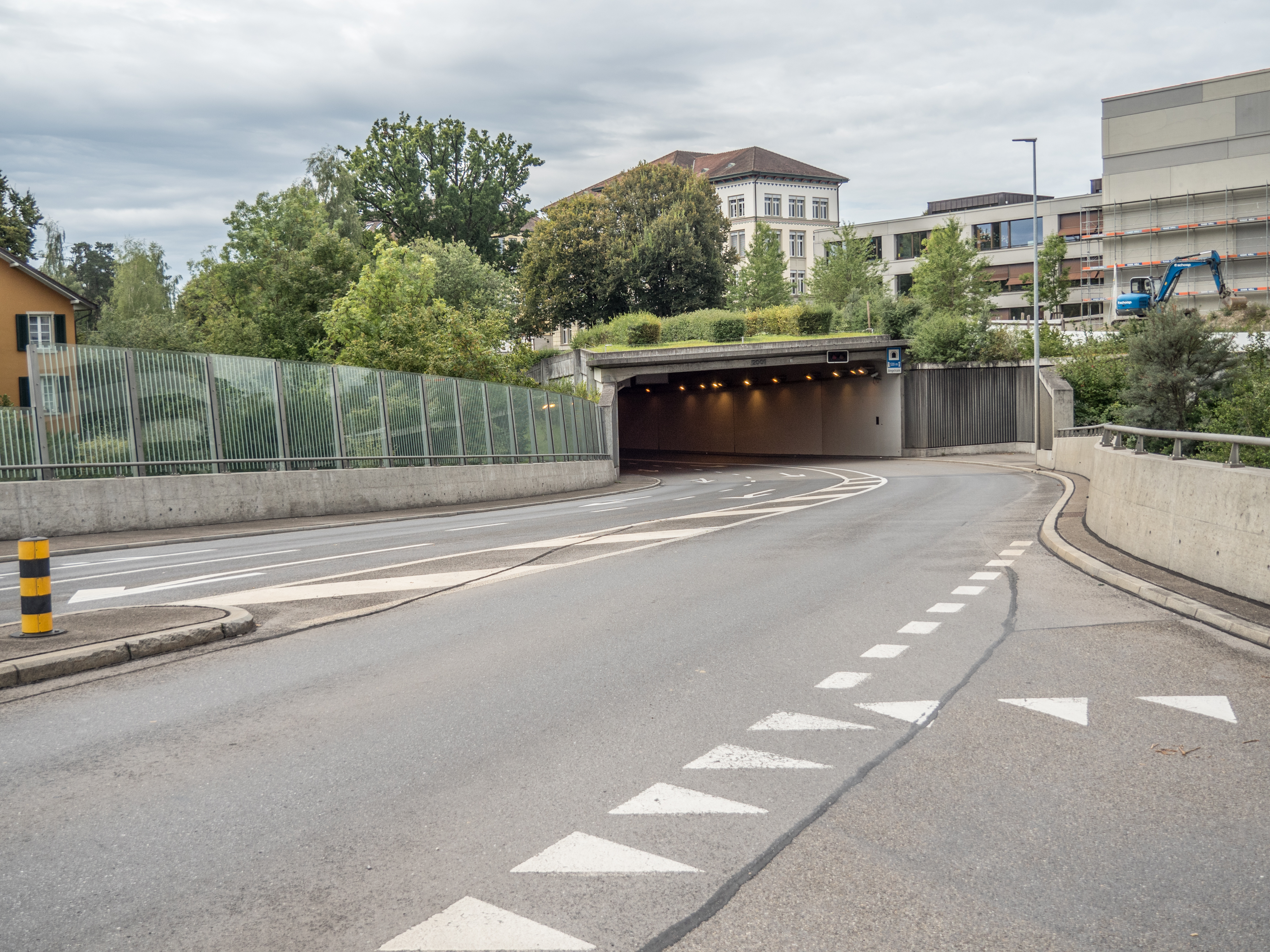
Angelrain-Brücke über den Aabach in Lenzburg
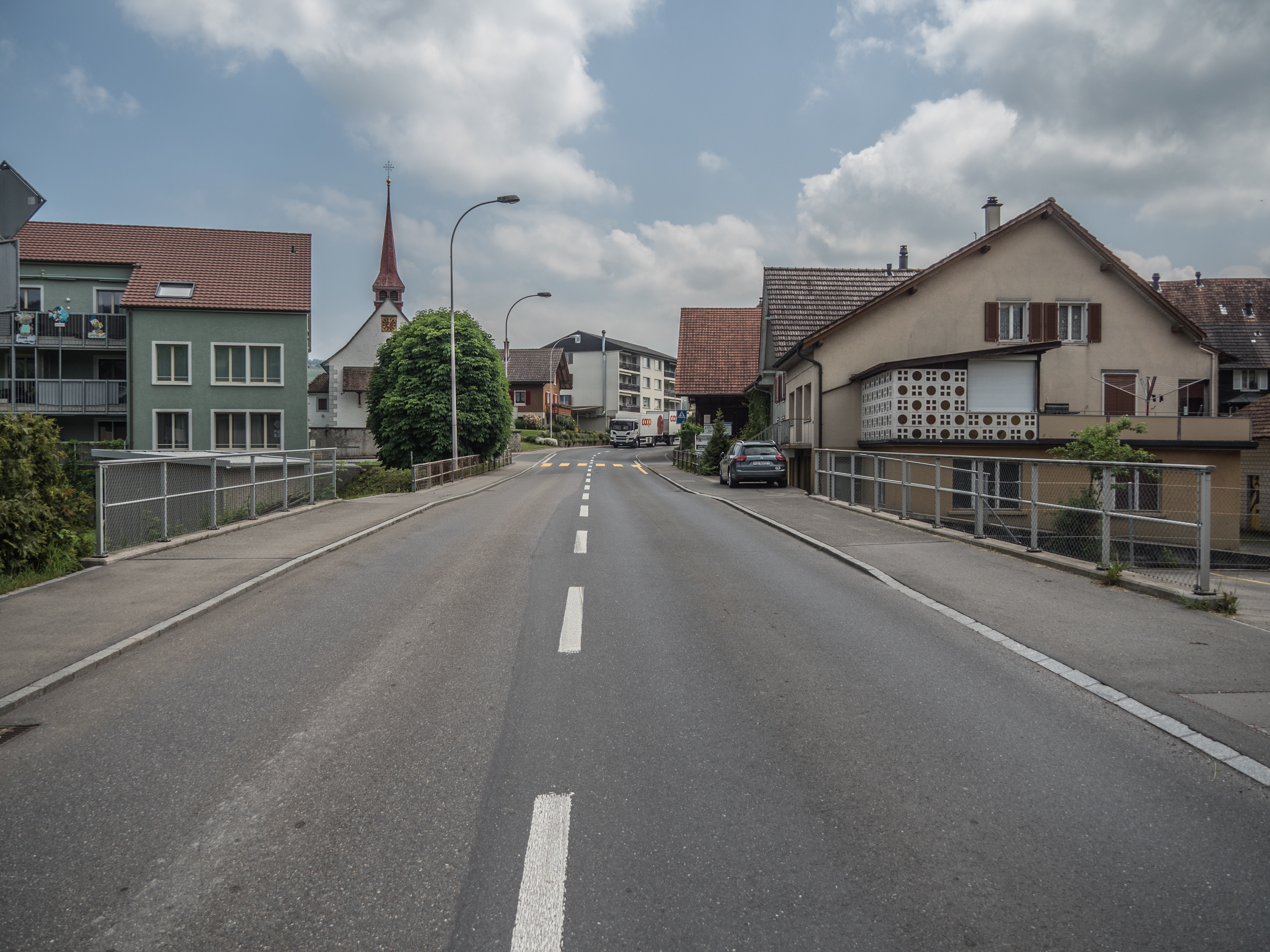
H 26 über den Aabach in Ermensee